# Индиански езици
Индианските езици са езиците, говорени от индианците, предколумбовото местно население на Америка.
Групата включва голям брой несвързани помежду си езици – десетки обособени езикови семейства и множество изолирани или некласифицирани езици. Повечето от индианските езици се говорят от много малък брой хора и са застрашени от изчезване, но някои имат значителен брой говорещи, аймара и кечуа са официални езици на национално ниво.